# Népszabadság
Népszabadság è stato un quotidiano ungherese fondato a Budapest nel 1956.
Durante la guerra fredda fu l'organo ufficiale del Partito Socialista Operaio Ungherese, che governò la Repubblica Popolare d'Ungheria dal 1956 al 1989.

## Storia
Il giornale fu fondato il 2 novembre 1956 durante la Rivoluzione ungherese come successore del Szabad Nép (in ungherese: Popolo Libero), fondato nel 1942 come organo centrale del disciolto Partito Operaio Ungherese.
All'inizio degli anni '90, dopo il crollo del regime comunista, il giornale è stato privatizzato e i proprietari sono diventati Bertelsmann (50%), la Fondazione per la Stampa Libera (Szabad Sajtó Alapítvány in ungherese), una fondazione del Partito Socialista (MSZP) (26%), il Primo Fondo di Investimento Ungherese (16%) e l'Associazione dei Redattori (16%). Nel 2005, il giornale è stato acquisito da Ringier; nel 2014, dopo che l'Autorità ungherese per la concorrenza ha impedito la fusione tra Ringier e Axel Springer, anche a causa della loro proprietà di Népszabadság, è stato venduto a Vienna Capital Partners, che ha creato una sovvenzione, Mediaworks Hungary Zrt. Il MSZP ha venduto le sue azioni a Mediaworks nel 2015.
Il giornale è pubblicato in formato broadsheet e ha la sua sede principale a Budapest. Nel 2004, il giornale ha ottenuto fondi sufficienti per costruire un proprio impianto di stampa completamente nuovo, ad alta capacità e a colori, cosa insolita per la stampa ungherese. L'uso esteso del colore era inteso come un mezzo per aiutare la posizione competitiva del Népszabadság tra i quotidiani. Il Népszabadság aveva più copie diffuse di tutti i suoi concorrenti ungheresi messi insieme, anche se la diffusione era già in declino (vedi sotto).
Il giornale era vicino ai partiti MSZP e Alleanza dei Liberi Democratici (SZDSZ) e i suoi editoriali spesso sostenevano, e criticavano, il governo socialista-liberale. La sua agenda internazionale è stata di solito favorevole alle politiche dell'UE e degli Stati Uniti, anche se non mancarono critiche alla politica estera del presidente statunitense George W. Bush.
Marcell Murányi è stato nominato caporedattore nel luglio 2014. Si è dimesso nel maggio 2015 dopo essere stato accusato di un incidente mortale ed è stato sostituito in agosto da suo fratello András. Murányi è stato infine condannato a una pena detentiva, sospesa, di due anni; ha continuato a servire come consulente per il Népszabadság.
L'8 ottobre 2016 il giornale è stato improvvisamente chiuso dal proprietario Mediaworks. Le pubblicazioni sono cessate e il sito web è stato disconnesso. Lo stesso giorno è stata annunciata la partenza dell'ex amministratore delegato di Mediaworks Balázs Rónai. Mediaworks ha annunciato che la chiusura è stata una decisione commerciale dovuta alle perdite del giornale. La liquidazione del giornale è stata effettuata dall'amministratore delegato ad interim Viktor Katona, che si è dimesso (adducendo motivi di salute) il lunedì successivo, rendendo impossibile per i giornalisti negoziare con i responsabili.
La responsabilità della chiusura è stata attribuita dalla sinistra ungherese al partito di governo Fidesz. Contrariamente a quanto affermato dal proprietario, il portale "The Budapest Beacon" ha commentato che dopo le perdite precedenti, il giornale aveva registrato un profitto di 130 milioni di fiorini ungheresi nel 2015, ma non ha fornito alcuna fonte o prova per questa informazione. Pecina, il proprietario di Mediaworks Hungary Zrt, ha affermato che la decisione era basata solo su una base finanziaria: negli ultimi anni il Népszabadság ha registrato una perdita totale di 5 miliardi di fiorini. Ha anche aggiunto che aveva offerto di vendere il Népszabadság al Partito Socialista Ungherese, ma che poi "non ha avuto il coraggio di comprarlo".